# Aaronsohnia
Aaronsohnia este un gen de plante din familia Asteraceae, ordinul Asterales.

## Specii
- Aaronsohnia factorovskyi Warb. & Eig 1927. Numele a fost dat de botanistul evreu palestinian Alexander Eig în cinstea celor doi botaniști evrei, Aaron Aaronsohn și Eliezer Faktorovski.
- Aaronsohnia pubescens ( Desf. ) K.Bremer & Humphries 1993 (nume original: Cotula pubescens Desf.).

## Legături externe
- Materiale media legate de Aaronsohnia la Wikimedia Commons